# Michele Boldrin
Michele Bernardo-Maria Boldrin (Padova, 20 agosto 1956) è un economista italiano naturalizzato statunitense.

## Biografia
Originario di Campolongo Maggiore, nel 1966 si trasferisce con la sua famiglia da Padova a Venezia, nel quartiere di Campalto (Venezia-Mestre). Il padre, operaio figlio di contadini, lavorava a Porto Marghera mentre la madre era casalinga. Frequenta il Liceo Scientifico Giordano Bruno dove si diploma nel 1975 e, dopo un anno circa nella Facoltà di Giurisprudenza dell’Università di Padova, si scopre interessato ai temi economici e si trasferisce alla Facoltà di Economia di Venezia. Svolge il servizio militare nel 1980 presso il 52º Battaglione Fanteria d’Arresto “Cacciatori delle Alpi”, di stanza ad Attimis (UD). Sposatosi nel 1983, si è separato nel 2012 e ha divorziato nel 2016. Ha un figlio e due nipoti; convive da anni, fra l’Italia e St. Louis, con Susanna Panfili.

### Carriera accademica
Nel 1982 si laurea con lode in Economia e Commercio presso l'Università Ca' Foscari di Venezia.
È entrato nel dottorato di ricerca del programma in Economia presso l'Università di Rochester, NY, nel settembre 1983. Lì ha conseguito il Master of Science in Economia nel giugno 1985 e il dottorato di ricerca nel giugno 1987; il suo relatore di tesi era Lionel W. McKenzie. Dal settembre 1986 al giugno 1987, ha lavorato presso il Dipartimento di Economia dell'Università di Chicago, che ha lasciato per assumere una posizione presso l'UCLA nel settembre 1987. Successivamente è stato professore associato alla Kellogg GSM (Northwestern University) dal 1990 al 1994, Professore di Economia all'Università Carlos III di Madrid dal 1994 al 1999, e Professore di Economia e Direttore degli studi universitari presso il Dipartimento di Economia dell'Università del Minnesota, dal 1999 al 2006. Attualmente è J.G. Hoyt Distinguished University Professor e Presidente del Dipartimento di Economia della Università Washington a Saint Louis. È stato membro della facoltà esterna presso il Santa Fe Institute dal 1987 al 1997, dove ha ricoperto il ruolo di Direttore del Programma di Economia nel periodo 1989-1990. Ha inoltre ricoperto incarichi di visiting presso la Stanford University, l'Università della Pennsylvania, UCLA, Academia Sinica, HKUST, Università cinese di Hong Kong, University of Chicago, Università Bocconi, IAS alla Università di Wuhan, Università di Pechino, Università di Kyōto e Università di Tokyo, tra gli altri.

### Politica
Politicamente Boldrin inizia il suo percorso in parrocchia all’interno di gruppi spontanei di cattolici impegnati nel sociale. Durante gli anni del liceo frequenta vari gruppi della sinistra extraparlamentare tra cui Potere Operaio ed aderisce ad Avanguardia Operaia. Abbandona però rapidamente quel mondo e durante il quarto anno del liceo si avvicina alle idee della corrente operaista veneziana interna al Partito Comunista Italiano. Dal 1975 al 1978 guida la segreteria provinciale veneziana della Federazione Giovanile Comunista Italiana. All’inizio del 1979 abbandona totalmente sia il PCI (suggerendo velleitariamente che cambi nome in quello di “Partito Liberale dei Lavoratori Italiani”) che l’attività politica e si dedica allo studio ed alla carriera accademica. Tra il 1994 ed il 1995 collabora con la Lega Nord, come consigliere del ministro del bilancio Giancarlo Pagliarini sulle politiche economiche del Governo Berlusconi I. Dopo la “svolta separatista” decisa da Umberto Bossi abbandona ogni collaborazione con la Lega di cui diviene e rimane critico, in particolare dopo l'ascesa al potere di Matteo Salvini.

Logo del movimento Drin Drin

Nel 2012, insieme a Sandro Brusco ed Andrea Moro, propone l'idea di un movimento della società civile italiana che miri a fermare il declino del Paese. Questa iniziativa sfocia, a fine luglio 2012, in un programma politico all'elaborazione del quale partecipano anche Alessandro De Nicola, Oscar Giannino, Carlo Stagnaro e Luigi Zingales. Il movimento politico che si raccoglie attorno al Manifesto per Fermare il Declino porta alla creazione di un partito, chiamato Fare per Fermare il Declino che si presentò alle elezioni politiche italiane del 24 e 25 febbraio 2013, non riuscendo ad ottenere alcun seggio. Il 12 maggio 2013, durante il congresso nazionale del partito, ne viene eletto Presidente ed aderisce alla lista “montiana” Scelta Europea per le elezioni europee del 2014, raccogliendo solo lo 0,72% dei consensi. Nel giugno del 2014, con l'approvazione della direzione di Fare, scioglie il partito politico abbandonando la vita politica attiva.
Nel settembre 2024 fonda, insieme con Alberto Forchielli, un'associazione politica chiamata Movimento Drin Drin, propedeutica alla creazione di un futuro partito politico.

### Divulgazione

Logo di Liberi, oltre le Illusioni

Come divulgatore e commentatore Boldrin ha collaborato a numerose iniziative come il blog noiseFromAmeriKa e il sito italiano di economia lavoce.info. È stato editorialista economico de Il Fatto Quotidiano, editorialista politico su Linkiesta, Il Foglio e il blog de Il Sole 24 Ore Econopoly. Nel 2017, su suggerimento e stimolo di Alberto Forchielli, inizia sul proprio canale YouTube una attività di divulgazione. Tra il 2018 ed il 2019 crea, assieme a Costantino De Blasi, Gianluca Codagnone e Thomas Manfredi, un canale YouTube di informazione gestito collettivamente, chiamato Liberi, Oltre le Illusioni. Nell'autunno 2021 nasce un’associazione culturale con lo stesso nome che lo elegge Presidente, succedendo a Costantino De Blasi, a fine maggio 2022.

## Ricerca
La ricerca di Boldrin si concentra sulla teoria e sull'applicazione dei modelli di equilibrio generale dinamico. Ha scritto su crescita economica, cicli economici, determinazione dei prezzi degli asset, sistema di welfare, teoria dell'innovazione e progresso tecnologico, teoria della ricerca, mercato del lavoro, proprietà intellettuale, fertilità e commercio internazionale. Ha pubblicato tre libri; il quarto, scritto in collaborazione con David K. Levine, è stato pubblicato nell'agosto 2008 dalla Cambridge University Press, con il titolo Against Intellectual Monopoly. Attualmente è membro della Econometric Society, redattore associato di Econometrica, redattore della Review of Economic Dynamics e book review editor di Macroeconomic Dynamics. È anche ricercatore del Centre for Economic Policy Research di Londra e della Fundación de Estudios de Economía Aplicada a Madrid, nonché consulente economico della Federal Reserve Bank of St. Louis e della Banca del Giappone. In passato ha ricoperto incarichi di consulenza presso diversi governi, organizzazioni internazionali, banche centrali e aziende private.

## Pubblicazioni

### Libri
- Michele Boldrin, R. Becker, R. Jones e W. Thomson (a cura di), General Equilibrium, Growth and Trade II: Essays in Honor of Lionel W. McKenzie, New York, Academic Press, 1993. URL consultato il 28 maggio 2021 (archiviato dall'url originale l'8 maggio 2022)., (Michele Boldrin, R. Becker, R. Jones e W. Thomson (a cura di)), New York, Academic Press, 1993.
- Sistema de Pensiones y Mercado de Trabajo en España, (con Sergi Jimenez and Franco Peracchi), Fundación Banco Bilbao e Vizcaya, Bilbao, Madrid, 2000.
- Human Capital, Trade and Financial Development in Rapidly Growing Economies: From Theory to Empirics, (con Been-Lon Chen e Ping Wang (a cura di)), Kluwer Publ. Co., 2004.
- Against Intellectual Monopoly, (con David K. Levine), Cambridge University Press, 2008 (archiviato dall'url originale il 14 luglio 2011).
- Efectos Economicos de la Inmigración en España, (editor), Marcial Pons, Madrid, 2009
- Tremonti, Istruzioni per il disuso, (con Alberto Bisin, Sandro Brusco, Andrea Moro e Giulio Zanella) Napoli, L'Ancora del Mediterraneo, 2010, ISBN 978-88-8325-263-1.
- La Crisis de la Economia Espanola, (con Samuel Bentolilla et al.), Marcial Pons, Madrid, 2010. Articoli su riviste scientifiche

### Articoli
- “On the Indeterminacy of Capital Accumulation Paths” (with L. Montrucchio), Journal of Economic Theory, 40 (1986). Reprinted in R.Becker and E.Burmeister (eds.) Growth Theory: a Readings, New York, Edward Elgar Publishing, 1991.
- “Paths of Optimal Accumulation in a Two--Sector Model”, in W.Barnett et al. (eds.) Economic Complexity: Chaos, Sunspots, Bubbles and Nonlinearity, Cambridge, Cambridge University Press, 1989.
- “Dynamic Externalities, Multiple Equilibria and Growth”, Journal of Economic Theory, 58 (1992), 198-218.
- “A Dynamic Equilibrium Model of Search, Production and Exchange”, (with N. Kiyotaki and R. Wright), Journal of Economic Dynamics and Control, 17 (1993), 723-757.
- “Growth and Indeterminacy in Dynamic Models with Externalities” (with A. Rustichini), Econometrica, 62 (1994), 323-343.
- “Labor Contracts and Business Cycles” (with M. Horvath), Journal of Political Economy 103 (1995), 972-1004.
- “Political Equilibria with Social Security”, (with A. Rustichini), Review of Economic Dynamics, 3 (2000), 41-78.
- “Growth Cycles and Market Crashes”, (with D K. Levine), Journal of Economic Theory, 96 (2001), 13-39.
- “Inequality and Convergence: Reconsidering European Regional Policies”, (with Fabio Canova), Economic Policy, 32 (2001), 207-253.
- “Habit Persistence, Asset Returns and the Business Cycle”, (with L.Christiano and J.Fisher), American Economic Review, 91 (2001), 149-166.
- “Factor Saving Innovation”, (with D.K. Levine), Journal of Economic Theory, 105 (2002), 18-41.
- “The Case Against Intellectual Property”, (with D.K. Levine), American Economic Review, Papers and Proceedings, 92 (2002), 209-212.
- “Mortality, Fertility, and Saving in a Malthusian Economy”, (with L.E. Jones) Review of Economic Dynamics, 5 (2002), 775-814.
- “2003 Lawrence Klein Lecture: The Case Against Intellectual Monopoly”, (with David K. Levine) International Economic Review, 45 (2004), 327-350.
- “The Intergenerational State: Public Education and Pensions”, (with A. Montes) Review of Economic Studies, 72 (2005), 651-664.
- “The Economics of Ideas and Intellectual Property”, (with David K. Levine) Proceedings of the National Academy of Sciences, 102 (2005), 1252-1256.
- “Perfectly Competitive Innovation”, (with David K. Levine), Journal of Monetary Economics, 55 (2008), 435-453.
- “The Slippery Slope of Concession”, (with Jack Hirshleifer and David K. Levine), Economic Inquiry, 46 (2009).
- “Growth and Cycles, in the Mode of Marx and Schumpeter”, Scottish Journal of Political Economy, 57 (2010).
- “Fertility and Social Security” (with C. De Nardi and L.E. Jones), Journal of Demographic Economics, 81 (2015).
- “La crisi italiana. Ipotesi sul federalismo possibile” (with Aldo Rustichini), in Giavazzi, F., Penati, A. and Tabellini, G. (eds.) Frontiere della Politica Economica, Milano, Sole-24 Ore, 1995.
- “All the Interesting Questions, Almost All the Wrong Reasons” (with David K. Levine), in Pecchi, L. e Piga, G. (eds.) Keynes Grandchildren Seventy Years Later, MIT Press, 2008.